# 尼崎市場駅
尼崎市場駅（あまがさきしじょうえき）は、兵庫県尼崎市久々知にかつてあった日本国有鉄道（国鉄）の貨物駅である。尼崎駅から分岐していた東海道本線の貨物支線の終点であった。

## 歴史
尼崎市には、1944年（昭和19年）1月に国道2号沿いの昭和通二丁目に開設された卸売市場が存在していたが、面積的に不十分に感じられるようになり移転が計画された。
1967年（昭和42年）10月1日に、潮江四丁目に新しい尼崎市中央卸売市場が開設され、これに合わせて国鉄尼崎駅から分岐して乗り入れる全長1.5 kmの貨物支線が開設された。当駅はこの終点に開設された市場駅である。
場内には3線の側線が設置され、主に深夜から早朝にかけて全国からの食料品が到着していた。
しかし市場の移転に際して、主要道路とのアクセスにも配慮した立地としたことから、他の市場駅に比べてもトラック輸送への転移は早く、開設から13年後の1980年（昭和55年）9月一杯で鉄道貨物輸送は中止され、1980年（昭和55年）10月1日付けで廃止となった。
廃止後は、駅跡地の一部に冷蔵倉庫が造られた他は空き地となっている。
なお尼崎市中央卸売市場は、1997年（平成9年）に福知山線の線路切り替えが行われるまでは、上り線（かつては直線で、東海道本線の手前でカーブして接続）と下り線の間に存在していた。したがって当駅も福知山線の上下線間に存在していた駅となる。1997年（平成9年）以降は上り線が下り線側に移設されており、かつて当駅のあった場所のすぐ西側を福知山線の列車が走行している。

### 年表
- 1967年（昭和42年）10月1日：開業[1]
- 1980年（昭和55年）10月1日：廃止[1]

## 隣の駅
日本国有鉄道
東海道本線 貨物支線
尼崎駅 - 尼崎市場駅